# Krupy (Darłowo)
Krupy (deutsch Grupenhagen) ist ein Dorf in der polnischen Woiwodschaft Westpommern. Es gehört zur Landgemeinde Darłowo (Rügenwalde) im Powiat Sławieński (Schlawe).

## Geographische Lage
Krupy liegt etwa acht Kilometer nordöstlich der Stadt Darłowo (Rügenwalde) und 15 Kilometer nordwestlich der Stadt Sławno (Schlawe). Das flach-kuppige Gelände der Gemarkung liegt auf einer Höhe von etwa 20 Metern über NN. Das Wiesental des Bachs Krupianka (Mühlengraben) durchzieht von Südosten nach Nordwesten den südlichen Teil der Feldmark.
Nachbarorte von Krupy sind: im Westen Sińczyca (Schöningswalde), im Nordwesten Zielnowo (Sellen), im Norden Borzyszkowo (Renkenhagen) und Kowalewice (Alt Kugelwitz), im Osten Stary Kraków (Alt Krakow) und im Süden Stary Jarosław (Alt Järshagen) sowie Nowy Jarosław (Neu Järshagen).

## Ortsname
Der deutsche Ortsname Grupenhagen (früher auch Grubenhagen) dürfte auf einen Kösliner Bürger Grube (Grubo) zurückgehen, der hier um 1311 nachgewiesen ist. Möglich ist auch eine Ableitung des Namens vom Fürstentum Grubenhagen im heutigen Niedersachsen, da von dort im 13./14. Jahrhundert viele Neusiedler nach Pommern kamen (darauf weisen auch der Name des Grafen von Eberstein, des Camminer Bischofs Hermann von Gleichen (Gleichen bei Göttingen) oder auch die Theorie von dem Tod der Hamelner Kinder aus der Rattenfängersage auf der Ostsee nahe Köpnitz (= Koppen, heute polnisch Kopnica) hin).

## Geschichte

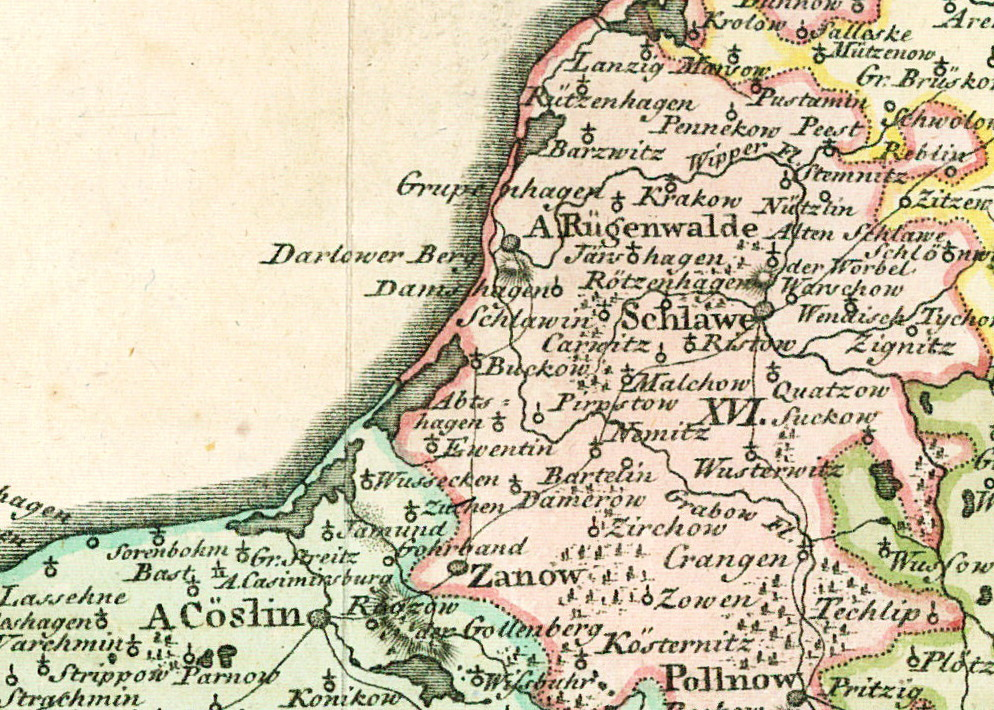
Kirchdorf Grupenhagen nordöstlich der Stadt Rügenwalde an der Ostsee und südlich der Wipper auf einer Landkarte von 1794.

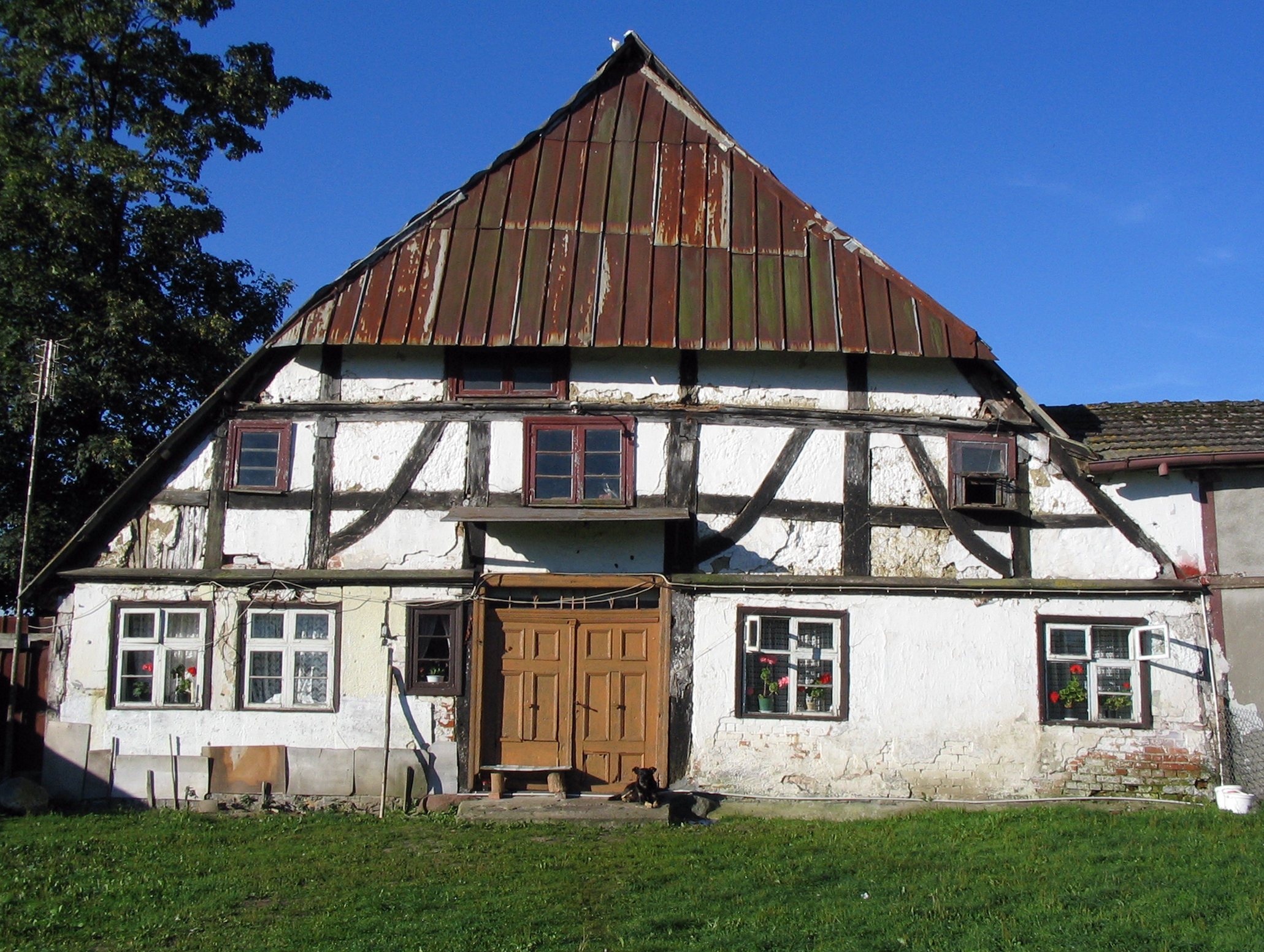
Altes Bauernhaus (mit nach dem Zweiten Weltkrieg aufgesetztem Wellblechdach) in niedersächsischem Fachwerk-Baustil.

Die Ortschaft ist ein altes Bauern- und Kirchdorf. Die Gründung des Dorfes Grupenhagen als Hagenhufsiedlung wird auf das letzte Viertel des 13. Jahrhunderts angesetzt. Zwischen 1322 und 1330 wird der Ort Rügenwalder Stadtdorf, das er bis zu den Stein-Hardenbergischen Reformen bleibt.
1614 werden für Grupenhagen genannt: 24 Bauern und neun Kossäten, 1718 sind es 19 Vollbauern, acht Halbbauern und zwölf Kossäten. Um das Jahr 1784 hatte das Kirchdorf Grupenhagen einen Prediger, einen Küster, der zugleich Schulmeister war, 34 Vollbauern, zwei Halbbauern, 13 Büdner und insgesamt 54 Haushaltungen.
Im Jahre 1818 leben hier 467 Einwohner. Ihre Zahl wächst bis 1871 auf 619 und sinkt dann bis 1939 auf 508. Die Gemarkung der Gemeinde Grupenhagen hatte eine Flächengröße von 15,1 km².
Bis 1945 gehörte Grupenhagen mit den Gemeinden Alt Järshagen (heute polnisch: Stary Jarosław), Alt Kugelwitz (Kowalewice), Neu Järshagen (Nowy Jarosław), Neu Kugelwitz (Kowalewiczki), Schöningswalde (Sińczyca) und Sellen (Zielnowo) zum Amtsbezirk Järshagen im Landkreis Schlawe i. Pom. im Regierungsbezirk Köslin der preußischen Provinz Pommern. Das Standesamt befindet sich in Järshagen, das Amtsgericht in Rügenwalde.
Gegen Ende des Zweiten Weltkriegs besetzten am 6. März 1945 sowjetische Truppen den Ort. Zwei Wochen später wurden alle Männer zwischen 14 und 60 Jahren sowie die Frauen ohne Kleinkinder nach Graudenz (Grudziądz) in Westpreußen verschleppt; von diesen kehrten später nur wenige zurück. Nach Kriegsende wurde Grupenhagen zusammen mit ganz Hinterpommern unter polnische Verwaltung gestellt. Es wanderten polnische Zivilisten zu, die sich der Höfe bemächtigten. Grupenhagen wurde in Krupy umbenannt. Am 15. Dezember 1945 wurden alle noch im Ort verbliebenen Deutschen in Richtung Westen vertrieben. Sie durften Handgepäck mitnehmen, das jedoch ausgeplündert wurde.
Krupy ist heute ein Teil der Gmina wiejska Darłowo im Powiat Sławieński der Woiwodschaft Westpommern ist. Hier leben jetzt ca. 360 Menschen.

## Kirchen

### Pfarrkirche
Die Dorfkirche Grupenhagen ist eine Fachwerkkirche aus dem 16. Jahrhundert, deren Turm bereits aus dem 14. Jahrhundert stammt. Sie wurde nach dem Krieg als evangelisches Gotteshaus zugunsten der Katholischen Kirche in Polen beschlagnahmt und am 2. Februar 1946 auf den Namen Kościół Matki Boskiej Ostrobramskiej neu geweiht. Ihren Status als Pfarrkirche hat sie als jetzige Filialkirche eingebüßt.

### Kirchengemeinden
Bis 1945 waren die Einwohner von Grupenhagen nahezu alle evangelischer Konfession. Grupenhagen war Pfarrsitz für das gleichnamige Kirchspiel, in das noch die Orte Sellen (Zielnowo) und Schöningswalde (Sińczyca) eingepfarrt waren. Es lag im Kirchenkreis Rügenwalde (Darłowo) in der Kirchenprovinz Pommern der Kirche der Altpreußischen Union. Letzter deutscher Geistlicher war Pfarrer Johannes Heberlein.
Seit 1945 ist die Bevölkerung von Krupy fast ausnahmslos katholischer Konfession. Der Ort ist – wie auch das Nachbardorf Kowalewice (Alt Kugelwitz) – Filialkirche zur Pfarrei Stary Jarosław (Alt Järshagen) im Dekanat Darłowo im Bistum Köslin-Kolberg der Katholischen Kirche in Polen. Evangelische Kirchenglieder sind dem Kirchspiel Koszalin (Köslin) in der Diözese Pommern-Großpolen der Evangelisch-Augsburgischen Kirche in Polen zugeordnet.

## Schulen
Die Grupenhagener Schule vor 1945 war einklassig für etwa 50 Kinder. 1922 brannte das Gebäude nieder, wurde jedoch sofort wieder aufgebaut. Letzter deutscher Lehrer war Wilhelm Otto.

## Verkehr
Krupy ist an die Woiwodschaftsstraße 205 angeschlossen, die von Sławno (Schlawe) nach Darłowo (Rügenwalde) führt. Die nächste Bahnstation ist Sińczyca (Schöningswalde) an der PKP-Linie 418 von Korzybie (Zollbrück) über Sławno nach Darłowo.